# Krokuttjärnen (Hackås socken, Jämtland)
Krokuttjärnen är en sjö i Bergs kommun i Jämtland och ingår i Ljungans huvudavrinningsområde.